# Журналист (фильм)
«Журнали́ст» — советский двухсерийный чёрно-белый полнометражный драматический художественный фильм режиссёра Сергея Герасимова, снятый в 1967 году.

## Сюжет
Фильм «Журналист» состоит из двух частей.

### Часть первая. «Встречи»
Подающий надежды выпускник МГИМО, молодой журналист Юрий Алябьев (Юрий Васильев) долгие 4 года занимается в центральной газете работой с письмами читателей. В момент, когда главный редактор наконец готов перевести его в международный отдел, начальник отдела писем отправляет его в командировку в небольшой промышленный городок Горноуральск с тем, чтобы разобраться в письменных жалобах некой Аникиной (Надежда Федосова). По совету редактора местной газеты Реутова (Сергей Никоненко) он останавливается в доме Аникиной, рядом с которым в небольшом домике живёт девушка Шура Окаёмова (Галина Польских), работающая на местном заводе. Алябьев, привлечённый красотой и умом Шуры, пытается добиться от неё близости, но Шура не решается на это, хотя потом долго сожалеет, что не объяснила своё решение. Алябьев убеждается, что Аникина — злостная клеветница, и возвращается в Москву.

### Часть вторая. «Сад и весна»
Несмотря на то, что главный редактор не удовлетворён результатом командировки Алябьева в Горноуральск, он направляет его осваиваться в международный отдел и готовиться к поездке в Европу. В компании с опытными коллегами Юрий отправляется в Женеву, откуда совершает поездку в Париж, где встречается с Анни Жирардо, посещает репетицию Мирей Матьё, ведёт дискуссии со своим новым другом, американским журналистом Сидом Бартоном (Анатолий Крыжанский), доказывая преимущества советского образа жизни. Возвратившись из командировки, Алябьев снова едет на Урал. Он так и не смог забыть Шуру и хочет снова встретиться с ней. От Реутова он узнаёт, что после его отъезда руководству города и завода стали поступать письма от Аникиной о любовной связи между ним и Окаёмовой. На собрании Шура не опровергает клевету и признаёт отношения с Алябьевым. По решению комсомольского собрания Шуру переселили в общежитие завода. Алябьев встречает Шуру, происходит драматическое выяснение отношений, Алябьев признаётся Шуре в любви и хочет на ней жениться.

## В ролях
- Юрий Васильев — Юрий Николаевич Алябьев, журналист
- Галина Польских — Шура Окаёмова, формовщица на заводе
- Надежда Федосова — Варвара Васильевна Аникина, жалобщица
- Сергей Никоненко — Александр Васильевич Реутов, редактор газеты «Горноуральский рабочий»
- Юсуп Даниялов — Николай Рустамович, главный редактор
- Иван Лапиков — Павел Васильевич Пустовойтов, председатель горисполкома Горноуральска
- Василий Шукшин — Евгений Сергеевич, журналист
- Валерий Малышев — Гена
- Юрий Кузьменков — Кузьменков, конферансье
- Вадим Захарченко — сотрудник редакции
- Владимир Пицек — Владимир Кондратьевич, начальник отдела писем
- Валентина Теличкина — Валя Королькова, журналистка-курьер и машинистка редакции
- Галина Григорьева — мать Алябьева
- Софья Павлова — мать Шуры
- Ольга Маркина — Ангелина Антоновна, заведующая клубом
- Люсьена Овчинникова — Тамара, подруга Шуры
- Алевтина Румянцева — Клава, подруга Шуры
- Татьяна Крикливцева — подруга Шуры
- Жанна Болотова — Нина, подружка Алябьева
- Андрей Вертоградов — переводчик

## Съёмочная группа
- Сценарий и постановка: Сергей Герасимов.
- Главный оператор: Владимир Рапопорт.
- Художник: Пётр Галаджев.
- Звукооператор: Валентин Хлобынин.
- Композитор: Павел Чекалов.

## О фильме
Сценарий фильма «Журналист» был специально написан Сергеем Герасимовым для актрисы Галины Польских — его ученицы. Режиссёру и актёрам удалось создать произведение большой нравственной силы, правдиво показывающее драматические жизненные ситуации.
По сценарию, Шура, оттолкнув Алябьева, терзается сомнениями, правильно ли она поступила. Размышления Шуры перекликаются с размышлениями отвергнутого Алябьева. Когда Алябьев возвращается, Шура не может сразу поверить в искренность его намерений: слишком велики социальные различия между московским журналистом-международником и рабочей девушкой из провинциального городка. Только настойчивость Алябьева помогает разрешить ситуацию.
В СССР фильм посмотрело 27,8 миллионов кинозрителей.
Действия, происходящие в Горноуральске, снимались на натуре в городе Миасс, в котором работали родители режиссёра Герасимова и около которого он родился. В фильме показаны виды различных частей города, в том числе на этапе строительства нынешняя Центральная часть города, историческая часть - Старгород, озеро Тургояк.

## Критика
Ю. М. Поляков в своём эссе отметил, что первую часть фильма «смотреть <…> одно удовольствие, настолько честно, сочно и подробно показана жизнь глубинки». Вторую же часть он назвал «идеологически выведенным враньём, которое не спасают даже выдающиеся отечественные и зарубежные актёры, играющие в ленте».

## Награды
- 1967 — «Лучший фильм года» по опросу читателей журнала «Советский экран».
- 1967 — «Большой приз» V Московского международного кинофестиваля.
- 1967 — главный приз Международного кинофестиваля в Акапулько.